# رودسهایم ان در ناه
رودسهایم ان در ناه (به آلمانی: Rüdesheim) یک شهر در آلمان است که در باد کرویتسناخ واقع شده‌است.

## خواهرخوانده
شهر گریما خواهرخواندهٔ رودسهایم ان در ناه هست.